# Castaño del Robledo
Castaño de Robledo és un poble de la província de Huelva (Andalusia), que pertany a la comarca de Sierra de Huelva.

## Demografia
| 1996 | 1998 | 1999 | 2000 | 2001 | 2002 | 2003 | 2004 | 2005 |
| ---- | ---- | ---- | ---- | ---- | ---- | ---- | ---- | ---- |
| 201  | 207  | 207  | 200  | 200  | 199  | 192  | 201  | 205  |